# Vía de ancho mixto

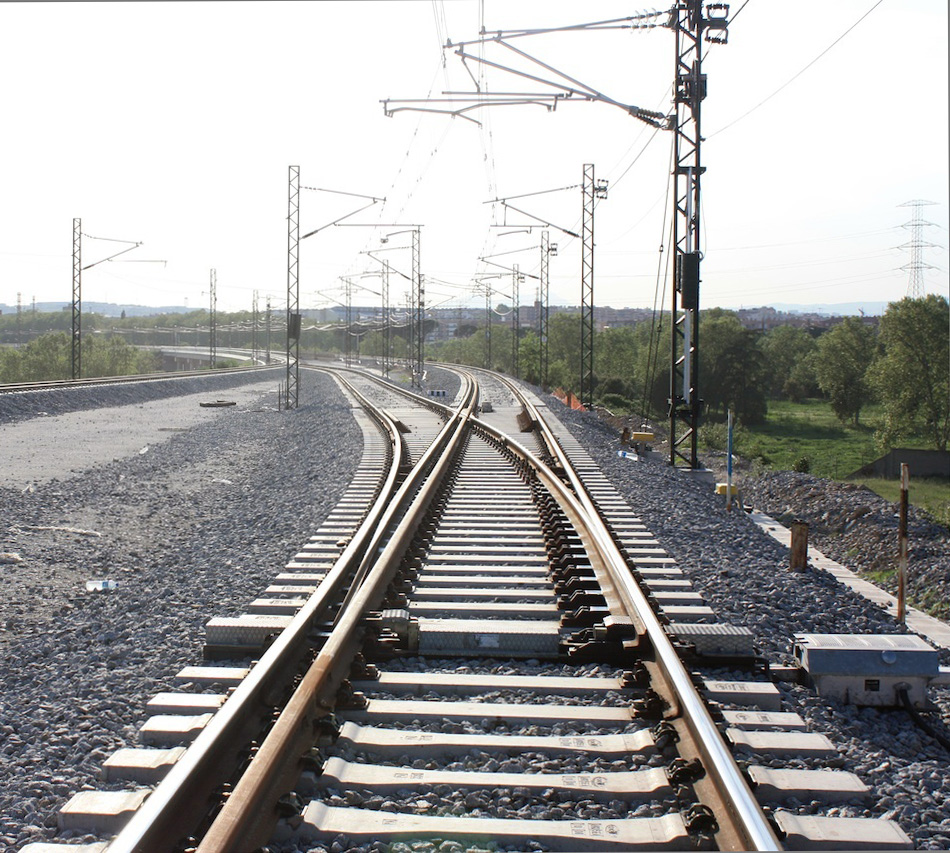
Tercer carril en el nudo de Mollet.

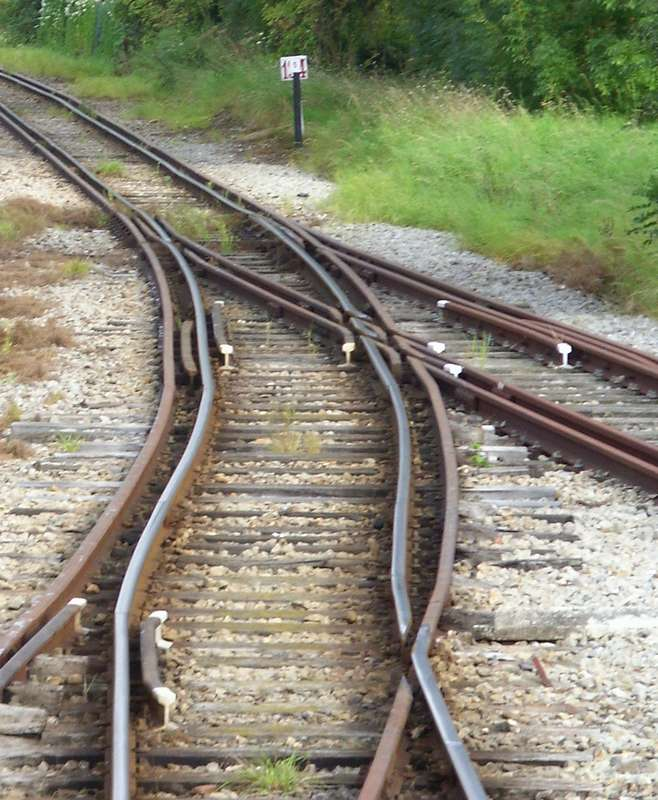
Vía estuchada, vía métrica dentro vía estándar.

Una vía de ancho o trocha mixta es aquella que permite la circulación de trenes de al menos dos anchos de vía diferentes.

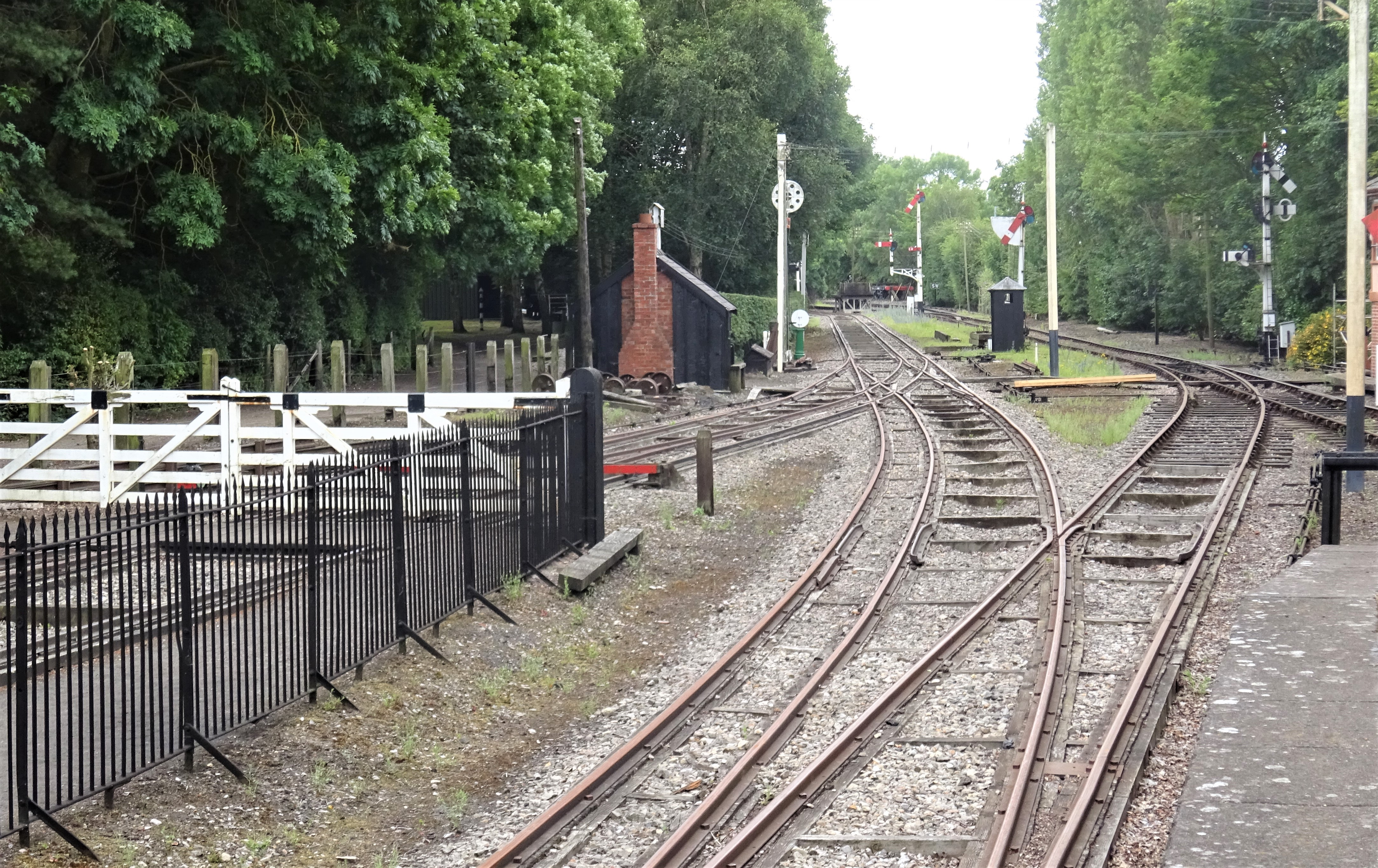
Durante unas décadas, algunas líneas de gran ancho del Great Western Railway se convirtieron en vías mixtas para ancho estándar (Centro del Ferrocarril Didcot de Oxfordshire)

## Tipos
Existen principalmente tres tipos de vías de ancho mixto:
- Vía estuchada: Existen 4 carriles, dos de un ancho menor en el interior y dos de un ancho mayor en el exterior de los anteriores.
- Triple carril: Cuando la diferencia de ancho entre los dos anchos de vía es tan pequeña que no permite una configuración de vías estuchadas se utiliza una configuración de triple carril, en la que ambos anchos comparten uno de los carriles, existiendo un carril diferente para cada ancho en el otro lado. No debe confundirse con el carril de alimentación.
- Vía imbricada: Existen 4 carriles, dos para cada ancho, aunque a diferencia de la vía estuchada no están centrados en un mismo eje, sino que se alternan, situando un carril del otro ancho entre cada dos del mismo ancho.

## Implicaciones técnicas
La idoneidad de cada uno de los métodos depende principalmente de la diferencia existente entre los anchos. Si la diferencia es grande es posible realizar una vía estuchada. Cuando la diferencia es poca no es posible situar dos vías en el interior debido a que entre los carriles debe haber suficiente espacio para los tirafondos, las grapas y todo el sistema que une la vía a la traviesa, por lo que se utiliza la configuración de tercer carril. Cuando la diferencia es muy poca tampoco es suficiente una configuración en tercer carril, al no existir suficiente espacio para los tirafondos en los carriles no comunes, por lo que se hace necesaria la utilización de la vía imbricada.

### Triple carril
La vía de triple carril permite evitar la necesidad de cambio de ancho, pero a cambio tiene un mayor costo.
Son necesarias traviesas especiales y aparatos de vía más complejos, por ejemplo: hay que instalar contadores de ejes y las balizas para el ASFA deben ser más anchas. La transmisión de esfuerzos desde la traviesa al suelo se descentra, principalmente en los puentes metálicos, se produce un desgaste desigual del carril común, por lo que se requieren constantes labores de mantenimiento, la catenaria también se encuentra descentrada respecto de uno de los anchos, por lo cual se reduce la distancia de atirantado, disminuye la desviación máxima del hilo de contacto y el vano máximo.
En una vía de triple carril, debido a la forma de los cambios de aguja, normalmente, cuando sólo se desvía un ancho, sea más fácil desviar la vía de mayor ancho hacia los raíles independientes, y la de menor ancho al raíl compartido, aunque es posible hacerse al contrario, pero como requiere mayor dificultad debido a cruzamientos extra, se prefiere usar la primera solución (de ahí que algunos consideren incluso que es imposible, algo que se contradice con el tercer raíl existente en el Puerto de Barcelona, el túnel madrileño al aeropuerto de Barajas, o los nuevos desvíos que están instalándose en el nudo de Castellbisbal para el Corredor del Mediterráneo). Si son los dos anchos los que se desvían, en vía única no presentan excesivas complicaciones, al no tener que combinarse con ninguna otra; pero en vía doble sí que es necesario y obligatorio que el tercer carril esté en el mismo lado en ambos sitios. 
Cuando es necesario cambiar el tercer raíl de sitio, ya sea a causa de desvíos, o a causa de proximidad de andenes, se utilizan unos dispositivos denominados cambiadores de hilo, que requieren de ocho motores y que los trenes reduzcan su velocidad al pasar por ellos.

### Instalación de triple carril sobre traviesas polivalentes
Hasta ahora la instalación del tercer carril obligaba a cambiar las traviesas existentes por otras especiales (AM-05, por ejemplo), pero últimamente se han desarrollado sistemas que permiten la instalación del tercer carril evitando los cortes prolongados en el servicio de la línea por las obras para el cambio de traviesas.
SINAV (Sistema de Integración de un Nuevo Ancho de Vía en vías de ferrocarril en servicio): consiste en un elemento prefabricado de hormigón armado o pretensado entre las cabezas de dos traviesas consecutivas correspondientes a la vía existente y en servicio de ancho único, de manera que dicho elemento de hormigón tendrá las dimensiones adecuadas para permitir su intercalación entre las cabezas de las traviesas.
Placa de asiento SD: consiste en una placa, con una geometría apta para fijarse a la cara superior de la traviesa, que conforma una zona de apoyo para uno de los carriles y anexa a esta una segunda zona de apoyo para un tercer carril contiguo, y a la que se fijan los dos carriles mediante clips SD4. Este sistema, de reciente desarrollo, y sin aplicación práctica aún, permite la instalación de tercer raíl en cualquier línea con traviesas de hormigón monobloque polivalentes (que poseen enclavamientos de carril para ancho ibérico y ancho internacional, pero admiten tercer raíl), reduciendo los costes de instalación, así como su complejidad. Las placas que permiten el tercer raíl se fijan a la traviesa mediante las sujeciones de ancho internacional.

## Utilización
El sistema se emplea en varios países que tienen redes de vía estrecha y vía ancha, o que tienen un ancho diferente al de sus países limítrofes. En el primer grupo se encuentran países como Japón, Australia, Brasil o Alemania, mientras que en el segundo figuran países como República Checa o España.

### España

#### Historia
España y Portugal utilizan un ancho de 1 668 mm, es decir dos varas castellanas o seis pies castellanos, mientras que el resto de Europa usa el de 1 435 mm. Para permitir la conexión con el resto de la red europea, en los años 1980 se decidió que las nuevas líneas de alta velocidad emplearían ancho internacional como en la mayoría de Europa. Desde un principio, para conectar la red de alta velocidad y la convencional se utilizaron cambiadores de ancho. Progresivamente, en algunos tramos, se comienza a instalar el tercer carril para permitir la circulación de trenes de alta velocidad y convencionales sin cambiar de ancho.
El primer trazado experimental con tercer carril fue el tramo entre Olmedo y Medina del Campo, construido en 2002 para ser usado en diversos ensayos sobre este tipo de tecnología. El primer tramo con tercer carril en servicio comercial fue el de Tardienta-Huesca, para permitir la llegada de los trenes AVE a la ciudad aragonesa.
La negativa de los operadores ferroviarios europeos a desarrollar trenes de mercancías con cambio de ancho autómatico, que puedan circular por ancho ibérico e internacional, ha llevado recientemente a considerar el triple carril como una alternativa a la migración de ancho de la red convencional de ADIF para que los trenes de mercancías provenientes del resto de Europa puedan entrar en la red convencional española. En este contexto, se han ejecutado varios tramos con tercer carril para permitir que los trenes de mercancías que acceden por la línea de alta velocidad Perpiñán-Figueras puedan continuar hacia el sur por la vía convencional. Actualmente, el ancho mixto permite el acceso de los trenes de mercancías provenientes de Europa hasta el puerto de Barcelona.

#### Tramos con ancho mixto mediante tercer carril
Aparte de la línea entre Olmedo y Medina del Campo, de carácter experimental aunque terminó formando parte de la línea de alta velocidad Olmedo-Galicia, la primera línea en ancho mixto fue la de Tardienta a Huesca que, con una longitud de 21,7 km, sirve para prolongar los trenes AVE hasta la capital oscense desde el 23 de diciembre de 2003.
La segunda línea, con 15,5 km, resulta del aprovechamiento de la línea experimental entre Olmedo y Pozal de Gallinas para conectar la Línea de alta velocidad Madrid-Segovia-Valladolid desde Olmedo hasta el cambiador de Medina del Campo desde el 10 de abril de 2008. A partir del 17 de diciembre de 2015, día de la puesta en servicio de la Línea de alta velocidad Olmedo-Zamora, este tramo queda solo para conectar la base de mantenimiento con la estación de Medina del Campo.

La tercera, con una longitud de 90,5 km y para tráfico de mercancías, está formada por los tramos de la red convencional entre el puerto de Barcelona (la estación de Morrot), y el túnel de El Pertús (concesión de TP Ferro) desde el 21 de diciembre de 2010. Así, se adaptó al ancho mixto una vía entre Morrot y Casa Antúnez, se construyó un nuevo ramal hasta el Nudo de Castellbisbal y se adaptaron las dos vías hasta el Nudo de Mollet. Tras continuar por la línea de alta velocidad hasta la bifurcación hacia Gerona Mercancías, se continúa por una vía adaptada al ancho mixto hasta Vilamalla y un nuevo ramal de ancho mixto hasta la estación de Figueras-Vilafant, donde enlaza nuevamente con la línea de alta velocidad. Los trenes directos hacia Francia circulan por la línea de alta velocidad Madrid-Frontera francesa desde el Nudo de Mollet hasta el tramo administrado por TP Ferro, por lo que solo recorren 45,1 km por líneas de ancho mixto. También, en 2010, se adaptó provisionalmente al ancho mixto 1,5 km del túnel de Montmeló, aunque se transformó al ancho estándar el 12 de abril de 2012.
El cuarto tramo corresponde al tramo de vía doble de 5,3 km entre la estación de Hortaleza y la terminal de Barajas T4 de la línea de Chamartín a la terminal aeroportuaria, en servicio desde el 23 de septiembre de 2011. Al contrario que otros tramos, que cuentan o bien con catenaria para 25 kV o para 3 kV, este está alimentado por una catenaria bivalente, también conocida coloquialmente como catenaria conmutable, y que como su propio nombre indica, permite la conmutación entre 3 kV en CC y 25 kV en CA, según se necesite en cada momento, de forma relativamente sencilla.

El quinto tramo, también con catenaria bivalente, sirve para acceder a los talleres situados en el Nuevo Complejo Ferroviario de Valladolid desde la Línea de alta velocidad Valladolid-Palencia-León desde el 20 de febrero de 2016. Para ello debe utilizar un tramo de ancho mixto de 243 metros. de la línea convencional Madrid-Hendaya hasta Bifurcación Canal del Duero y, desde allí, un nuevo tramo, también de ancho mixto, de 9,9 km hasta Fuente Amarga, donde están situados los nuevos talleres. De esta forma pueden acceder los trenes, tanto de ancho estándar como de ancho ibérico desde Valladolid. 
Así pues, el total de líneas con ancho mixto en la RFIG española comprende 127,6 km.

#### Futuros tramos de ancho mixto en España
Los enlaces con las nuevas líneas de alta velocidad en construcción incorporan diversos tramos de ancho mixto mediante tercer carril.
Antequera-Granada: 27,0 km entre los puntos kilométricos 59,560 y 86,520 de la actual línea convencional Bobadilla-Granada y 1,1 km en la entrada de Granada.
León-Asturias: La inauguración, prevista para el 29 de noviembre de 2023, de la Variante de Pajares de ancho mixto permitirá conectar a Madrid y León con Asturias en menos de 3 horas con servicio de Renfe AVE y Renfe Alvia.
El Reguerón-Murcia Cargas 15,6 km para la circulación en ancho ibérico desde Cartagena.
Para que los trenes AVE bitensión puedan circular entre Valencia y Castellón se están cambiando 61,7 km de vía convencional al ancho mixto.
Corredor Mediterráneo: La Línea Bobadilla-Algeciras es otra de las que se adaptarán a ancho de vía mixto, lo cual, junto a la electrificación de la misma y la adaptación de apartaderos para trenes de 750, forma parte del proyecto de modernización para esta línea, que ha sido muy demandada durante años tanto por parte de la región del Campo de Gibraltar como por la Comisión Europea.
329,0 km para garantizar la continuidad de los trenes de ancho estándar sobre la línea convencional existente. Por una parte los trenes AVE bitensión a 3 kV CC y 25 kV AC de la Serie 100 de Renfe podrán circular desde Valencia-Joaquín Sorolla hasta Castellón por la línea actual gracias a la instalación de un tercer carril para ancho mixto en una de las vías existentes (la del lado montaña hasta Sagunto y la del lado mar desde allí hasta Castellón). Por otra, los trenes de mercancías con ancho estándar que ahora circulan desde la frontera francesa hasta Castellbisbal podrán continuar, en una primera fase, hasta el nuevo nudo de Vilaseca por Tarragona. Más tarde lo harán desde allí hasta Vandellós por una nueva línea en ancho ibérico donde se instalará un tercer carril para ancho mixto en una de las nuevas vías (la del lado mar). Desde Vandellós hasta Castellón circularán por una de las vías existentes (la del lado mar) donde se instalará también un tercer carril para ancho mixto.